# Isonychia sicca
Isonychia sicca is een haft uit de familie Isonychiidae. De wetenschappelijke naam van de soort is voor het eerst geldig gepubliceerd in 1862 door Walsh.
De soort komt voor in het Nearctisch gebied en het Neotropisch gebied.